# 50 centesimi di lira italiana
La moneta  da 50 centesimi di lira fece la sua prima comparsa nel Regno di Sardegna nel 1825 e fu coniata fino al 1943.

## Regno di Sardegna

### Carlo Felice
Dal 1825 al 1831, sotto il regno di Carlo Felice, furono coniate le prime monete da 50 centesimi; erano in argento 900, con un diametro di 18 mm e un peso di 2,5 grammi. Presentavano un bordo liscio. Furono coniate dalla zecca di Torino e dalla zecca di Genova a seconda dell'anno. Il dritto presenta il profilo di re Carlo, rivolto verso destra, sovrastato dalla legenda: CAR•FELIX D•G•REX SAR•CYP•ET HIER•. Sotto il profilo del re invece compare l'anno del conio.  Sul rovescio è ritratto lo stemma reale, in basso il valore della moneta (C 50) e il simbolo della zecca di provenienza, un'ancora per quella di Genova e la testa di un'aquila per quella di Torino, mentre intorno vi era la legenda DUX SAB•GENUAE ET MONTISF•PRINCIC•PED•&.

### Carlo Alberto
Sotto Carlo Alberto la prima moneta da 50 centesimi di lira venne coniata nel 1883 a Genova, mantenendo le stesse dimensioni di quelle coniate sotto Carlo Felice (argento 900, 18 mm di diametro e 2,5 g di peso). Anche il dritto presenta la stessa impostazione con il profilo di Carlo Alberto rivolto a destra, l'anno in basso, e la legenda sovrastante CAR•ALBERTUS D•G•REX SAR•CYP•ET HIER•. Il retro riporta di nuovo lo stemma reale e la legenda DUX SAB•GENUAE ET MONTISF•PRINCIC•PED•&, oltre che al valore della moneta e al simbolo della zecca. L'ultima moneta realizzata sotto Carlo Alberto fu coniata a Torino nel 1847.

### Vittorio Emanuele II
Nel 1850 vennero coniate a Genova le prime monete da 50 centesimi del regno di Vittorio Emanuele II, presentando le stesse caratteristiche delle monete, dello stesso valore, dei re precedenti. Nel 1860 e nel 1861 furono coniate dalla zecca di Milano, che sul retro riporta la lettera M maiuscola. Nel 1861 vennero coniati gli ultimi esemplari di questo tipo.

## Regno d'Italia

### Vittorio Emanuele II - Re eletto
Nel 1860 fu coniata, a Bologna, la prima moneta da 50 centesimi d'Italia, pur non essendo ancora stato proclamato il Regno. Erano in argento 900 con un diametro di 17 mm, 2,5 grammi di peso e il bordo rigato. Il dritto raffigura il profilo del re, la legenda VITTORIO EMANUELE II e in basso l'anno 1859 nonostante fossero state coniate nel '60. Sul retro vi è lo stemma reale il valore della moneta (c 50) e la legenda DIO PROTEGGE L'ITALIA. Questa moneta ha una tiratura di 179.012 esemplari.
Dal 1860 al 1861 a Firenze furono invece coniate delle monete sempre in argento 900 con un peso di 2,5 g ma un diametro di 18 mm e un bordo liscio. Sul dritto il profilo del re con il baffo a due punte e la legenda VITTORIO EMANUELE RE ELETTO. Sul retro vi è sempre lo stemma reale ma il valore è riportato in alto a lettere e in basso l'anno e la legenda FIRENZE. Nel 1860 furono coniate delle monete con il profilo del re con il baffo ad una punta sola e con i capelli mossi.

### Vittorio Emanuele II - Re d'Italia

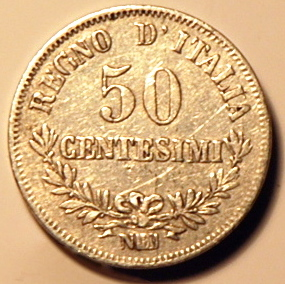
Rovescio di una moneta da 50cent. del 1863 coniata a Napoli

Quando nel 1861 fu costituito il Regno d'Italia, Vittorio Emanuele II divenne, a tutti gli effetti, Re d'Italia ed iniziò a coniare le prime monete da 50 centesimi del Regno d'Italia. Per l'immediato, rimasero in produzione i vecchi tipi del regno sardo, ma si decise con decreto del 17 maggio di cambiarne appena possibile le legende affinché riflettessero la nascita del Regno. Queste avevano un diametro di 18 mm, un peso di 2,5 grammi ed il bordo liscio; dal 1861 al 1862 erano coniate in Argento 900 mentre nel 1863 in Argento 835. Per coniare queste monete vennero usate le zecche di Firenze, Torino, Napoli e Milano. Il dritto riporta il profilo del Re rivolto verso destra, la legenda VITTORIO EMANUELE II e in basso l'anno di conio. Sul rovescio invece vi è lo Stemma Reale la legenda REGNO D'ITALIA, il valore (C. 50) e il segno della zecca di provenienza.
Dal 1863 al 1867 se ne iniziò a stampare un differente versione che manteneva le stesse dimensioni, lo stesso bordo e lo stesso dritto ma che cambiava nel retro. Qui infatti al centro vi era la cifra 50 CENTESIMI, in alto la legenda REGNO D'ITALIA e in basso una ghirlanda e il segno della zecca di provenienza. Per coniare queste monete non fu usata la zecca di Firenze.

### Re Umberto I
Con Umberto I sul trono del Regno d'Italia, le monete da 50 Centesimi furono coniate solo in due anni: nel 1889 e nel 1892. Queste erano ancora in argento 835, con un diametro di 18 mm un peso di 2,5 grammi e il bordo liscio. Sul dritto il profilo del Re rivolto verso destra, l'anno e la legenda UMBERTO I RE D'ITALIA; sul retro, al centro, lo Stemma Reale che divideva la legenda C. 50, tutto intorno una ghirlanda di ulivo e quercia con una stella in alto al centro.
Nel 1890 la zecca di Milano coniò 1.800.000 monete in argento 835 destinate alla colonia Eritrea. Queste avevano il bordo rigato, un peso di 2,5 grammi e un diametro di 18 mm. Sul dritto vi era il profilo del re, con la corona, rivolto verso destra e la legenda UMBERTO I RE D'ITALIA, Sul retro, al centro, era riportata il valore in cifre (C.50), in alto la legenda COLONIA ERITREA e una stella in basso oltre a scritte in arabo una ghirlanda.  Circa 1.700.000 di queste monete furono poi ritirate e rifuse.

### Re Vittorio Emanuele III

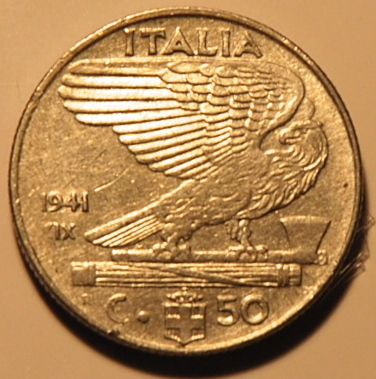
Rovescio moneta serie Impero del 1941 (XIX)

Dal 1919 al 1935 la Zecca di Roma coniò le monete di questo taglio, erano in nichelio 975 con un diametro di 23,9 mm, un peso di circa 6 grammi e il bordo sia liscio che rigato. Sul dritto vi è il profilo del re rivolto verso sinistra e la legenda VITT•EM•III•RE•D'ITALIA. Al centro del retro vi è una biga trainata da leoni (per questo la serie viene anche denominata serie Leoni) al disopra della quale è riportata la parola AEQUITAS e in esergo: l'anno di conio, a sinistra, e la lettera R, simboleggiante la zecca di Roma, a destra; in basso vi è invece il valore in cifre (C. 50). Le monete che vanno dal 1926 al 1935 furono coniate solo per numismatici ed infatti avevano una tiratura che, a seconda degli anni, variava tra i 500 e i 50 pezzi; mentre nelle monete del 1927 con bordo rigato manca il nome del modellista e per questo sono molto rare.
Dal 1936 al 1943 viene coniata un'altra serie detta Impero. Queste monete avevano un diametro poco superiore alla serie precedenti (24 mm anziché 23,8 mm) lo stesso peso di 6 grammi ed era fatte o di nichelio 975 o in acmonital (ferro e cromo), che le rende magnetiche. Tutte coniate a Roma riportavano sul dritto il profilo di re Vittorio Emanuele III rivolto verso destra e la legenda VITT•EMAN•III•RE•E•IMP•. Sul retro al centro vi era un'aquila con un fascio littorio tra le zampe; in alto la legenda ITALIA, sopra la coda dell'aquila l'anno sia del calendario gregoriano che di quello entrato in uso con il fascismo, in basso il valore in cifre e lo stemma della Casa Reale. Le monete del 1937 e del 1938 era per numismatici essendo coniate con una tiratura che varia dai 3 ai 50 esemplari.
Dal 1943 non furono più coniate monete di questo valore.